# 조원정
조원정(曺元正, ? ~ 1187년)은 고려 중기의 무신(武臣)으로 무신정변(武臣政變)에 가담한 인물 중 한명이다.

## 생애
조원정은 본래 옥공(玉工)의 아들이었으며 자세한 출사 경위는 알 수 없으나 무신정변(武臣政變) 당시 하급 장교였었다. 1170년 이의방(李義方), 정중부(鄭仲夫), 이의민(李義旼), 석린(石隣) 등과 무신정변(武臣政變)을 일으켰고 이의방(李義方)에 의해 장군까지 올랐다.
1187년 석린(石隣)과 함께 문신(文臣)인 문극겸(文克謙)을 제거하기 위해 정변(政變)을 일으켰으나 곧 진압을 당했다. 그는 결국 체포된 후 석린과 함께 참수 당했다.

## 조원정이 등장한 작품
- 《무인시대》(KBS, 2003년~2004년, 배우:김주영)